# Ekaterina Valiulina
Ekaterina Valiulina (née le 27 juin 1989) est une violoniste classique russe.

## Biographie
Valiulina a commencé l'étude du violon à l’âge de 5 ans. En 2013 elle a obtenu son Bachelor avec distinction au Conservatoire Tchaïkovski de Moscou dans la classe d'Eduard Grach, puis elle se perfectionna au Conservatoire de la Suisse italienne à Lugano auprès de Sergej Krylov.
Elle a remporté le Premier Prix du Concours International d’Astana (Kazakhstan), et fut lauréate des concours internationaux de Zagreb (Croatie), Kloster Schöntal (Allemagne), Yampolsky (Russie), Lipatti (Bucarest) et Lipizer (Gorizia).
Elle a obtenu des bourses de la Fondation Vladimir Spivakov, de la Fondation Russe pour l’Art et du Conseil Fédéral Suisse.
En tant que soliste, Ekaterina Valiulina s'est produite avec l'Orchestre symphonique d'État de Moscou, l’Orchestre symphonique de la Radio-Télévision Croate, l’Orchestre philharmonique de Sibiu, l’Orchestre symphonique de Bacău, l'Orchestra Città di Vigevano, l’Ensemble Novecento de Lugano, ainsi qu'avec les orchestres de chambre de Silésie (avec Shlomo Mintz), de Lituanie (avec Sergej Krylov) et l'Orchestre symphonique de Lugano (avec Alexander Vedernikov)
Elle s'est produite dans des salles prestigieuses telles que la Philharmonie et la grande salle du Conservatoire Tchaïkovski de Moscou, la Salle du Conservatoire de Zagreb, le Lugano Arte e Cultura (LAC), l’Opéra de Reims et le Palais Barberini de Rome.
Valiulina a été également été invitée au festival de musique de chambre « Evmelia » (Grèce), au « Rome Chamber Music Festival », à la « Società dei Concerti » à Milan, à l’« Unione Musicale » à Turin, aux « Amici di Paganini » à Gênes, au « Ceresio Estate » à Lugano, ainsi qu'au Festival Européen Jeunes Talents à Paris, pour ne nommer que ceux-là.
Elle joue régulièrement en duo avec le pianiste Ingmar Lazar.
On a pu l'entendre jouer sur le Stradivarius « Vesuvio » dans le documentaire Il Futuro della Memoria diffusé sur la RSI (télévision) de la Suisse italienne, et s’est produite sur France Musique dans l’émission de Gaëlle Le Gallic « Génération Jeunes interprètes ».  

## Sources
- (it) http://agenda.conservatorio.ch/2510_2017.06.03_Valiulina_programma.pdf
- http://www.jeunes-talents.org/musiciens/1557/Ekaterina-Valiulina
- (pl + en) http://www.wieniawski.com/valiulina_ekaterina.html
- (it) http://www.laprovinciacr.it/scheda/musica/135721/Audizione--con-Ekaterina-Valiulina-sabato.html